# Tammy Glover
Tammy Glover est productrice de télévision, productrice de films et musicienne. Elle a été vice-présidente de la production pour Comedy Central de 2007 à 2011, vice-présidente principale de la production pour FremantleMedia et est actuellement responsable de la production physique pour TNT, TBS et TruTV, qui font partie de Warner Bros Discovery. Glover a siégé au conseil des gouverneurs de l'Academy of Television Arts and Sciences de la télévision, où elle représentait les directeurs de production. Elle a joué de la batterie pour le groupe Sparks de 1997 à 2011 et a participé à l'émission This Town Ain't Big Enough For Both Of Us : The Story Of Sparks présentée par Mark Radcliffe sur BBC Radio 6 Music. Elle joue également avec Billy Zimmer (de Calgary) au sein du duo Thorcraft Cobra. Modern Drummer a consacré plusieurs articles à Glover et elle a participé à des séances de travail pour de nombreux projets, notamment en solo pour David Dattner et en jouant de la batterie en direct pour la bande originale de CodeGirl de Peter G Adams.

## Carrière musicale
Glover est une musicienne qui a commencé sa carrière professionnelle dans un groupe interne de MTV. Elle a fait le tour du monde avec Sparks en tant que batteuse des frères Ron et Russell Mael et apparaît dans le célèbre documentaire d'Edgar Wright sur le groupe, The Sparks Brothers.
En tournée avec Sparks, Glover a sonné le millénaire à la porte de Brandebourg lors d'une performance devant plus d'un million de personnes pendant leur single à succès en Allemagne. Glover a commencé à enregistrer avec les Sparks en 1997 et a joué sur leurs albums Balls, Lil' Beethoven, Hello Young Lovers, Exotic Creatures of the Deep et The Seduction of Ingmar Bergman. Ils ont joué à guichets fermés au Royal Festival Hall de Londres pour Morrissey's Meltdown, ont monté une production scénique de The Seduction of Ingmar Bergman au Fonda Theater pour le LA Film Festival, et ont joué pour la première fois à Stockholm, en Suède.
Glover est également la moitié du groupe de rock indépendant Thorcraft Cobra avec Billy Zimmer et a sorti un EP éponyme acclamé, le premier album complet Count it In et leur deuxième album complet et vinyle The Distance. Thorcraft Cobra a également effectué des tournées à travers les États-Unis et le Canada et s'est produit dans divers festivals en Amérique, en Europe et au Canada, y compris au SXSW à Austin. Uncoupling, leur premier single issu du dernier album, a atteint la 7e place aux États-Unis dans le format Alternative Specialty. La chanson est devenue un hit au Canada, passant cinq mois sur CBC Radio 3. L'album a été produit par Rob Schnapf (Beck, Elliott Smith, Foo Fighters, Kurt Vile) et comprend des contributions musicales de Brett Farkas (Lord Huron) et de l'artiste lauréat d'un prix Juno Russell Broom.
Glover joue également de la basse pour Lisa Paschall dans un projet appelé Paschall Park.
Elle travaille actuellement sur une comédie musicale intitulée Wendy, My Darling, qu'elle a écrite et produite, tout en jouant de la batterie, de la basse, des synthétiseurs et des guitares, et en chantant.